# Čedomir Bugarski
Čedomir Bugarski (* 30. Dezember 1943 in Bečej, Königreich Jugoslawien; † 4. Januar 1993 ebenda) war ein jugoslawisch-serbischer Handballspieler und Handballtrainer.

## Karriere
Čedomir Bugarski lernte das Handballspielen in seiner Heimatstadt Bečej. Mit dem 1957 gegründeten Verein spielte er in der serbischen Republikliga und scheiterte mehrfach am Aufstieg in die jugoslawische Bundesliga. 1966 wechselte der 1,78 m große Kreisläufer zum Erstligisten RK Crvenka, mit dem er 1969 die jugoslawische Meisterschaft und 1967 den Pokal gewann. Im Europapokal der Landesmeister 1969/70 erreichte das Team das Halbfinale. Nach zehn Jahren kehrte er 1976 nach Bečej zurück, wo er als Spieler und Trainer für den Verein Fadip aktiv war.
Mit der jugoslawischen Nationalmannschaft gewann Bugarski bei der Weltmeisterschaft 1970 und bei der Weltmeisterschaft 1974 die Bronzemedaille. Bei den Olympischen Spielen 1972 in München wurde er mit Jugoslawien Olympiasieger. Im Turnier kam er im 16-köpfigen Kader wie auch Dobrivoje Selec nicht zum Einsatz.

## Privates
Bugarski war verheiratet und hatte zwei Kinder. Nach seiner Handballkarriere arbeitete er als Sekretär des Sekretariats für Körperkultur der Gemeinde Bečej. Nach langer Krankheit starb er am 4. Januar 1993.
Posthum wurde ihm von Juan Antonio Samaranch das Goldabzeichen des Internationalen Olympischen Komitees verliehen.